# Vance D. Coffman
Vance D. Coffman foi um Presidente e chefe executivo da empresa americana Lockheed Martin Corporation.